# Spielvereinigung Unterhaching 2010-2011
Questa voce raccoglie le informazioni riguardanti la Spielvereinigung Unterhaching nelle competizioni ufficiali della stagione 2010-2011.

## Stagione
Nella stagione 2010-2011 l'Unterhaching, allenato da Klaus Augenthaler, concluse il campionato di 3. Liga al 14º posto.

## Rosa
| N. |                        | Ruolo | Calciatore            |
| -- | ---------------------- | ----- | --------------------- |
| 1  | Germania (bandiera)    | P     | Darius Kampa          |
| 2  | Germania (bandiera)    | D     | Thorsten Schulz       |
| 3  | Germania (bandiera)    | D     | Michael Stegmayer     |
| 4  | Germania (bandiera)    | D     | Torben Hoffmann       |
| 5  | Germania (bandiera)    | D     | Christian Hain        |
| 6  | Rep. Ceca (bandiera)   | C     | Roman Týce            |
| 7  | Argentina (bandiera)   | C     | Leandro Grech         |
| 8  | Brasile (bandiera)     | C     | Minorelli             |
| 9  | Paesi Bassi (bandiera) | A     | Mijo Tunjić           |
| 12 | Germania (bandiera)    | P     | Maximilian Birner     |
| 13 | Germania (bandiera)    | D     | Stefan Alschinger     |
| 14 | Germania (bandiera)    | D     | Patrick Ziegler       |
| 15 | Germania (bandiera)    | D     | Andreas Brysch        |
| 16 | Germania (bandiera)    | C     | Orkan Balkan          |
| 17 | Germania (bandiera)    | C     | Sebastian Mitterhuber |
| 18 | Germania (bandiera)    | A     | Stephan Thee          |

| N. |                      | Ruolo | Calciatore          |
| -- | -------------------- | ----- | ------------------- |
| 19 | Islanda (bandiera)   | A     | Garðar Gunnlaugsson |
| 20 | Germania (bandiera)  | C     | Marcel Avdić        |
| 21 | Germania (bandiera)  | A     | Sebastian Mützel    |
| 22 | Turchia (bandiera)   | A     | Ömer Kanca          |
| 23 | Germania (bandiera)  | C     | Markus Schwabl      |
| 24 | Germania (bandiera)  | C     | Robert Zillner      |
| 26 | Germania (bandiera)  | D     | Michael Hefele      |
| 27 | Germania (bandiera)  | D     | Michael Vitzthum    |
| 28 | Marocco (bandiera)   | A     | Abdenour Amachaibou |
| 29 | Danimarca (bandiera) | A     | Marc Nygaard        |
| 30 | Germania (bandiera)  | P     | Stefan Riederer     |
| 31 | Germania (bandiera)  | C     | Tim Jerat           |
| 33 | Germania (bandiera)  | P     | Korbinian Müller    |
| 34 | Germania (bandiera)  | A     | Valon Kadrijaj      |
| 36 | Germania (bandiera)  | D     | Yasin Yılmaz        |

## Organigramma societario
Area tecnica
- Allenatore: Klaus Augenthaler
- Allenatore in seconda: Matthias Lust
- Preparatore dei portieri: Rainer Berg
- Preparatori atletici: Johannes Wieber

## Calciomercato

### Sessione estiva
| Acquisti | Acquisti            | Acquisti             | Acquisti |
| R.       | Nome                | da                   | Modalità |
| -------- | ------------------- | -------------------- | -------- |
| A        | Abdenour Amachaibou | Türkiyemspor Berlino |          |
| D        | Dennis Mimm         | SV Pasching 16       |          |
| A        | Garðar Gunnlaugsson | LASK                 |          |
| D        | Stefan Alschinger   | Unterhaching II      |          |
| C        | Marcel Avdić        | Karlsruhe U19        |          |
| P        | Maximilian Birner   | Jahn Ratisbona U19   |          |
| D        | Michael Hefele      | Unterhaching U19     |          |
| D        | Torben Hoffmann     | Monaco 1860          |          |
| C        | Tim Jerat           | Holstein Kiel        |          |
| C        | Minorelli           | Cuneo                |          |
| C        | Ricardo Villar      | Rodos                |          |
| D        | Michael Stegmayer   | Vaduz                |          |
| A        | Stephan Thee        | Unterhaching II      |          |
| A        | Mijo Tunjić         | Kickers Stoccarda    |          |
| D        | Michael Vitzthum    | Bayern Monaco U19    |          |

| Cessioni | Cessioni              | Cessioni          | Cessioni |
| R.       | Nome                  | a                 | Modalità |
| -------- | --------------------- | ----------------- | -------- |
| A        | Bastian Bischoff      | Hartberg          |          |
| P        | Kai Fritz             | Dinamo Dresda II  |          |
| C        | Manuel Konrad         | FSV Francoforte   |          |
| A        | Thomas Rathgeber      | Kickers Offenbach |          |
| D        | Raphael Schaschko     | Chemnitz          |          |
| D        | Benjamin Schwarz      | Monaco 1860       |          |
| A        | Tobias Schweinsteiger | Jahn Ratisbona    |          |
| A        | Marcus Steegmann      | Coblenza          |          |
| D        | Milan Šušak           | Brisbane Roar     |          |

### Sessione invernale
| Acquisti | Acquisti | Acquisti | Acquisti |
| R.       | Nome     | da       | Modalità |
| -------- | -------- | -------- | -------- |

| Cessioni | Cessioni        | Cessioni       | Cessioni |
| R.       | Nome            | a              | Modalità |
| -------- | --------------- | -------------- | -------- |
| D        | Dennis Mimm     | SV Pasching 16 |          |
| C        | Ricardo Villar  | FC Dallas      |          |
| C        | Nahuel Fioretto | Unión (SF)     |          |

## Risultati

### 3. Liga

#### Girone di andata
| Arbitro: | Steinberg |

|  |           |               |
|  | Marcatori | 35’ Schönheim |

| Arbitro: | Blos |

|                                              |           |  |
| Zellner 6’ (rig.) Schlauderer 31’ Haller 48’ | Marcatori |  |

| Unterhaching 3 agosto 2010, ore 19:00 CEST 3ª giornata | Unterhaching | 0 – 0 referto | Rot Weiss Ahlen | Generali Sportpark (2 000 spett.)\| Arbitro: \| Alt \| |
| Arbitro:                                               | Alt          |               |                 |                                                        |

| Aalen 8 agosto 2010, ore 14:00 CEST 4ª giornata | Aalen   | 0 – 0 referto | Unterhaching | Scholz-Arena (4 089 spett.)\| Arbitro: \| Gorniak \| |
| Arbitro:                                        | Gorniak |               |              |                                                      |

| Arbitro: | Glasmacher |

|                            |           |               |
| Nygaard 2’ Tunjić 27’, 90’ | Marcatori | 85’ Reichwein |

| Arbitro: | Dittrich |

| |           |                            |
| Jänicke 5’ Lartey 45’ Vujanović 56’ Hoffmann 60’ (aut.) von Walsleben-Schied 72’ Neitzel 75’ Ziegenbein 87’ | Marcatori | 10’ Nygaard 20’ Amachaibou |

| Arbitro: | Petersen |

|              |           |          |
| Hoffmann 66’ | Marcatori | 36’ Rahn |

| Arbitro: | Osmers |

|             |           |                                          |
| Balogun 58’ | Marcatori | 62’ (rig.) Grech 72’ Hoffmann 78’ Tunjić |

| Arbitro: | Metzen |

|             |           |           |
| Karatas 80’ | Marcatori | 66’ Jerat |

| Arbitro: | Wingenbach |

|            |           |  |
| Tunjić 67’ | Marcatori |  |

| Arbitro: | Schmidt |

|            |           |                                   |
| Cappek 52’ | Marcatori | 28’ Tunjić 79’ Hoffmann 90’ Jerat |

| Arbitro: | Seidel |

|             |           |               |
| Nygaard 37’ | Marcatori | 62’ Rathgeber |

| Arbitro: | Schößling |

|                                   |           |  |
| Bellarabi 9’ Boland 48’ Fuchs 57’ | Marcatori |  |

| Arbitro: | Willenborg |

|                |           |             |
| Amachaibou 22’ | Marcatori | 85’ Reimann |

| Arbitro: | Gorniak |

|                                                           |           |             |
| Spann 2’ Schnatterer 33’ Bagceci 43’ Mayer 68’ Sirigu 90’ | Marcatori | 24’ Zillner |

| Arbitro: | Kunzmann |

|  |           |             |
|  | Marcatori | 58’ Esswein |

| Arbitro: | Steinberg |

|                           |           |                                    |
| Zimmermann 18’ Pisano 83’ | Marcatori | 30’ Mimm 43’ Amachaibou 64’ Tunjić |

| Arbitro: | Unger |

|                |           |          |
| Amachaibou 83’ | Marcatori | 60’ Dorn |

| Arbitro: | Glasmacher |

|          |           |  |
| Deul 45’ | Marcatori |  |

#### Girone di ritorno
| Arbitro: | Osmers |

|                                |           |  |
| Menga 16’ Kioyo 21’ Janjić 38’ | Marcatori |  |

| Unterhaching 22 gennaio 2011, ore 14:20 CET 20ª giornata | Unterhaching | 0 – 0 referto | Jahn Ratisbona | Generali Sportpark (1 750 spett.)\| Arbitro: \| Benedum \| |
| Arbitro:                                                 | Benedum      |               |                |                                                            |

| Arbitro: | Blos |

|                   |           |                |
| Taylor 75’ (rig.) | Marcatori | 27’ Amachaibou |

| Arbitro: | Ittrich |

|                               |           |  |
| Gunnlaugsson 70’ Kadrijaj 82’ | Marcatori |  |

| Arbitro: | Seidel |

|                                        |           |  |
| Zedi 33’ Semmer 42’ Reichwein 67’, 86’ | Marcatori |  |

| Arbitro: | Winkmann |

|                                   |           |  |
| Thee 47’ Zillner 55’ Vitzthum 74’ | Marcatori |  |

| Arbitro: | Alt |

|               |           |            |
| Steegmann 80’ | Marcatori | 46’ Balkan |

| Arbitro: | Petersen |

|                            |           |  |
| Schwabl 25’ Amachaibou 28’ | Marcatori |  |

| Arbitro: | Dingert |

|  |           |            |
|  | Marcatori | 8’ Rathgeb |

| Arbitro: | Kampka |

|  |           |                                                 |
|  | Marcatori | 13’ (aut.) Paul 18’ Zillner 34’, 78’ Amachaibou |

| Arbitro: | Osmers |

|                         |           |  |
| Mitterhuber 6’ Thee 89’ | Marcatori |  |

| Arbitro: | Dankert |

|               |           |  |
| Rathgeber 33’ | Marcatori |  |

| Arbitro: | Metzen |

|  |           |              |
|  | Marcatori | 6’ Bellarabi |

| Arbitro: | Benedum |

|                  |           |                         |
| Nikol 36’ (rig.) | Marcatori | 19’ Hain 30’ Amachaibou |

| Arbitro: | Glasmacher |

|              |           |           |
| Kadrijaj 85’ | Marcatori | 32’ Spann |

| Arbitro: | Bandurski |

|                                   |           |  |
| Esswein 37’, 54’ Schahin 76’, 87’ | Marcatori |  |

| Arbitro: | Gorniak |

|  |           |                     |
|  | Marcatori | 13’ Zeitz 88’ Schug |

| Sandhausen 7 maggio 2011, ore 13:30 CEST 37ª giornata | Sandhausen | 0 – 0 referto | Unterhaching | Hardtwaldstadion (1 900 spett.)\| Arbitro: \| Nowak \| |
| Arbitro:                                              | Nowak      |               |              |                                                        |

| Arbitro: | Kunzmann |

|  |           |                                                    |
|  | Marcatori | 6’ Wohlfarth 25’ Sansone 39’ Yılmaz 90’ Hajdarović |

## Statistiche

### Statistiche di squadra
| Competizione | Punti | In casa | In casa | In casa | In casa | In casa | In casa | In trasferta | In trasferta | In trasferta | In trasferta | In trasferta | In trasferta | Totale | Totale | Totale | Totale | Totale | Totale | DR  |
| Competizione | Punti | G       | V       | N       | P       | Gf      | Gs      | G            | V            | N            | P            | Gf           | Gs           | G      | V      | N      | P      | Gf     | Gs     | DR  |
| ------------ | ----- | ------- | ------- | ------- | ------- | ------- | ------- | ------------ | ------------ | ------------ | ------------ | ------------ | ------------ | ------ | ------ | ------ | ------ | ------ | ------ | --- |
| 3. Liga      | 45    | 19      | 6       | 7       | 6       | 18      | 16      | 19           | 5            | 5            | 9            | 21           | 39           | 38     | 11     | 12     | 15     | 39     | 55     | -16 |
| Totale       | 45    | 19      | 6       | 7       | 6       | 18      | 16      | 19           | 5            | 5            | 9            | 21           | 39           | 38     | 11     | 12     | 15     | 39     | 55     | -16 |

### Andamento in campionato
| Giornata  | 1  | 2  | 3  | 4  | 5  | 6  | 7  | 8  | 9  | 10 | 11 | 12 | 13 | 14 | 15 | 16 | 17 | 18 | 19 | 20 | 21 | 22 | 23 | 24 | 25 | 26 | 27 | 28 | 29 | 30 | 31 | 32 | 33 | 34 | 35 | 36 | 37 | 38 |
| --------- | -- | -- | -- | -- | -- | -- | -- | -- | -- | -- | -- | -- | -- | -- | -- | -- | -- | -- | -- | -- | -- | -- | -- | -- | -- | -- | -- | -- | -- | -- | -- | -- | -- | -- | -- | -- | -- | -- |
| Luogo     | C  | T  | C  | T  | C  | T  | C  | T  | T  | C  | T  | C  | T  | C  | T  | C  | T  | C  | T  | T  | C  | T  | C  | T  | C  | T  | C  | C  | T  | C  | T  | C  | T  | C  | T  | C  | T  | C  |
| Risultato | P  | P  | N  | N  | V  | P  | N  | V  | N  | V  | V  | N  | P  | N  | P  | P  | V  | N  | P  | P  | N  | N  | V  | P  | V  | N  | V  | P  | V  | V  | P  | P  | V  | N  | P  | P  | N  | P  |
| Posizione | 13 | 18 | 19 | 18 | 12 | 17 | 17 | 13 | 15 | 11 | 7  | 8  | 9  | 11 | 12 | 14 | 11 | 11 | 11 | 11 | 13 | 13 | 12 | 14 | 13 | 12 | 12 | 12 | 10 | 9  | 10 | 12 | 12 | 11 | 13 | 14 | 14 | 14 |

Legenda:

Luogo: C = Casa; T = Trasferta. Risultato: V = Vittoria; N = Pareggio; P = Sconfitta.

### Statistiche dei giocatori
| S. Alschinger   | 0  | 0 | 0 | 0 |
| A. Amachaibou   | 32 | 9 | 2 | 0 |
| M. Avdić        | 14 | 0 | 1 | 0 |
| O. Balkan       | 19 | 1 | 3 | 1 |
| M. Birner       | 0  | 0 | 0 | 0 |
| A. Brysch       | 23 | 0 | 2 | 1 |
| N. Fioretto     | 3  | 0 | 0 | 0 |
| L. Grech        | 32 | 1 | 2 | 0 |
| G. Gunnlaugsson | 17 | 1 | 0 | 0 |
| C. Hain         | 15 | 1 | 2 | 0 |
| M. Hefele       | 26 | 0 | 7 | 0 |
| T. Hoffmann     | 21 | 3 | 1 | 1 |
| T. Jerat        | 18 | 2 | 4 | 0 |
| V. Kadrijaj     | 18 | 2 | 1 | 0 |
| D. Kampa        | 35 | 0 | 0 | 0 |
| Ö. Kanca        | 2  | 0 | 0 | 0 |
| D. Mimm         | 10 | 1 | 0 | 0 |
| M. Minorelli    | 6  | 0 | 1 | 0 |
| S. Mitterhuber  | 20 | 1 | 1 | 0 |
| K. Müller       | 0  | 0 | 0 | 0 |
| S. Mützel       | 3  | 0 | 0 | 0 |
| M. Nygaard      | 23 | 3 | 2 | 0 |
| M. Pasiciel     | 1  | 0 | 0 | 0 |
| S. Riederer     | 3  | 0 | 0 | 0 |
| T. Schulz       | 22 | 0 | 8 | 1 |
| M. Schwabl      | 5  | 1 | 0 | 1 |
| M. Stegmayer    | 26 | 0 | 5 | 0 |
| S. Thee         | 21 | 2 | 0 | 0 |
| M. Tunjić       | 27 | 6 | 0 | 0 |
| R. Týce         | 16 | 0 | 4 | 0 |
| R. Villar       | 10 | 0 | 1 | 0 |
| M. Vitzthum     | 21 | 1 | 1 | 0 |
| Y. Yılmaz       | 14 | 0 | 2 | 0 |
| P. Ziegler      | 1  | 0 | 0 | 0 |
| R. Zillner      | 20 | 3 | 2 | 1 |